# بولين موران
بولين موران (بالإنجليزية: Pauline Moran) ممثلة إنجليزية مولودة عام 1947 اشتهرت بدور الآنسة ليمون في مسلسل أجاثا كريستي بوارو، تدربت موران في العديد من المدارس بما في ذلك مسرح الشباب الوطني والأكاديمية الملكية للفنون المسرحية.

## روابط خارجية
- بولين موران على موقع IMDb (الإنجليزية)
- بولين موران على موقع روتن توميتوز (الإنجليزية)
- بولين موران على موقع ألو سيني (الفرنسية)
- بولين موران على موقع أول موفي (الإنجليزية)
- بولين موران على موقع قاعدة بيانات الفيلم (الإنجليزية)
- بولين موران على موقع كينوبويسك (الروسية)